# Tỉnh lộ 411
De tỉnh lộ 411 is een tỉnh lộ in de Vietnamese stad met provincierechten Hanoi. De lengte van de weg bedraagt ongeveer 14 kilometer.
De tỉnh lộ ligt in de huyện Ba Vi en verbindt Tòng Bạt met Cổ Đô. In Đồng Thái valt de tỉnh lộ samen met de quốc lộ 32. In Vạn Thắng splitst de afgeleide tỉnh lộ 411B zich af van de 411. In Tòng Bạt sluit de weg aan op de tỉnh lộ 413.